# Roz Kaveney
Roz Kaveney, née le 9 juillet 1949, est une écrivaine, critique et poète britannique, surtout connue pour ses travaux critiques sur la culture pop et pour être l'une des membres principaux du collectif d'auteurs Midnight Rose. Les œuvres de Roz Kaveney incluent la fiction et la non-fiction, la poésie, la critique et l'édition. Roz Kaveney est également une militante des droits des personnes transgenres et travaille pendant un temps comme rédactrice en chef adjointe du magazine transgenre META. Elle collabore avec plusieurs journaux tels que The Independent et The Guardian. Elle est aussi membre fondatrice de Feminists Against Censorship et ancienne vice-présidente de Liberty.

## Jeunesse et transition

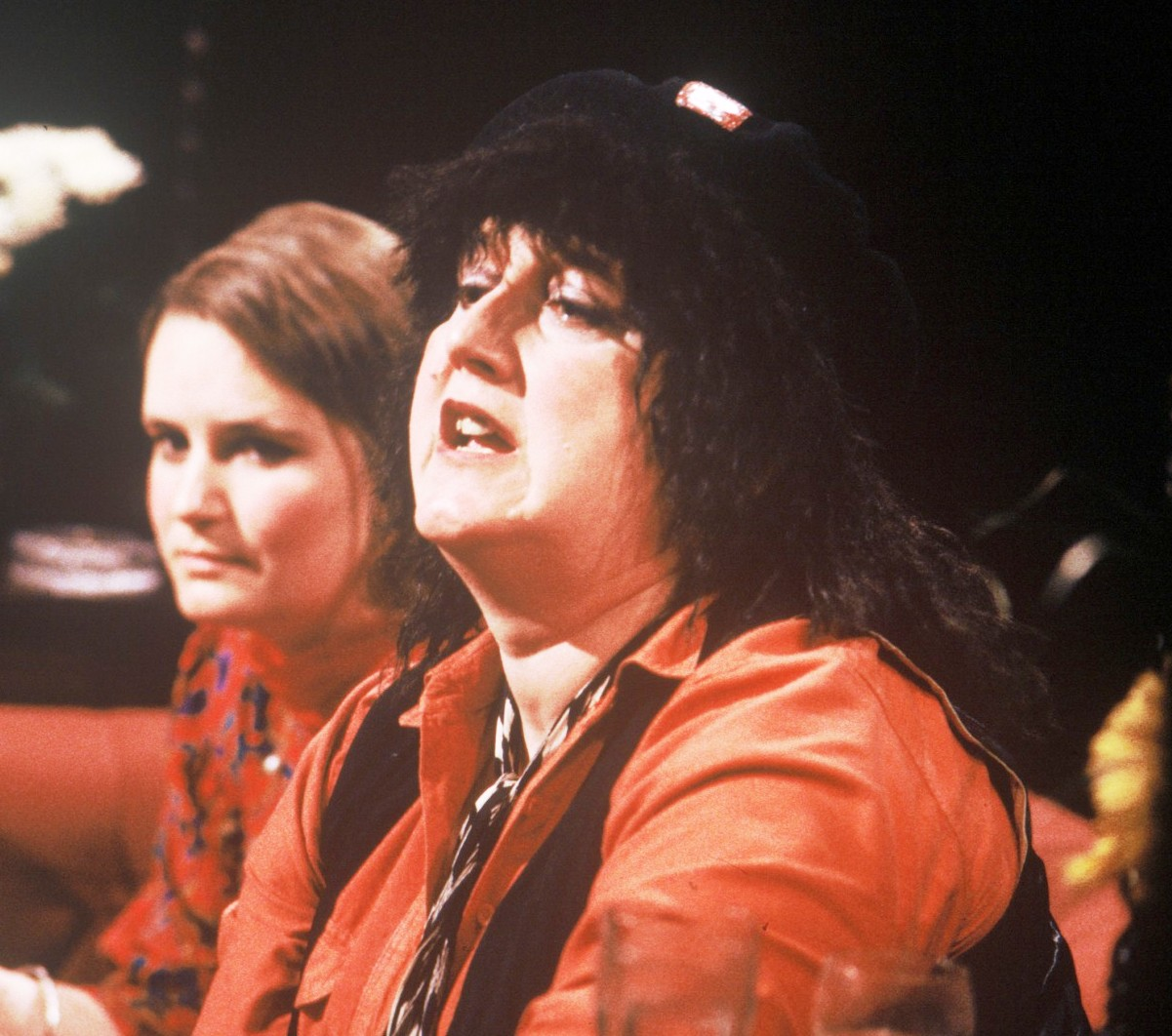
Apparaissant dans l'émission de discussion télévisée After Dark en 1988.

Roz Kaveney étudie au Pembroke College d'Oxford, où elle participe à un groupe de poésie qui s'intéresse particulièrement à la poésie martienne, et partagea un appartement avec Christopher Reid. Roz Kaveney est une femme transgenre, qui commence sa transition au cours de sa dernière année à Oxford. Mais des amies la persuadent d'abandonner sa transition. Elle la retarde donc de plusieurs années et transitionne finalement vers 1978.

## Carrière littéraire
Roz Kaveney abandonne la poésie alors qu'elle a la vingtaine, et ne reprend qu'à 50 ans. La poésie de Roz Kaveney est écrite à l'origine dans un vers libre rythmique, bien que son travail soit ensuite devenu plus formaliste. Roz Kaveney cite un certain nombre de deuils comme déclencheur du retour à la poésie. S'adressant à PinkNews, elle déclare : « Quand mon ami Mike Ford est décédé, soudainement et tragiquement, j'ai organisé une réunion commémorative pour lui et j'ai écrit un poème pour cela complètement à l'improviste. »
son recueil de poème, Dialectic of the Flesh est présélectionné pour le Lambda Award ; Rituals - Rhapsody of Blood, tome 1, est présélectionné pour le prix Crawford et a fait le tableau d'honneur du prix Tiptree.
Le premier roman de Roz Kaveney, Tiny Pieces of Skull, est publié en 2015 par Team Angelica Press, 27 ans après avoir été écrit.
Un contributeur du Times Literary Supplement (24 juillet 2015) a passé en revue Tiny Pieces of Skull, décrivant le livre comme une œuvre qui « mérite d'être reconnue comme une œuvre de fiction fondamentale sur l'identité transgenre et la transphobie ... hilarante et effrayant. » le roman a remporté le prix littéraire Lambda de la meilleure transfiction de 2016.

## Autres travaux
En 2021, Roz apparait dans le documentaire Rebel Dykes, qui explore l'histoire d'une sous-culture lesbienne radicale dans les années 1980 à Londres, en Angleterre.

## Influences créatives
Roz Kaveney cite entre autres Marilyn Hacker, Thomas M. Disch, Rachel Pollack, Stephanie Burt et Samuel R. Delany parmi ses influences littéraires.